# Eneco Tour 2012
L'Eneco Tour 2012, 8a edició de l'Eneco Tour, és una competició ciclista que es desenvolupà entre el 6 i el 12 d'agost de 2012. La prova era la vintena cursa de l'UCI World Tour 2012.
La cursa fou guanyada pel neerlandès Lars Boom (Rabobank ProTeam), que aconseguí el lideratge el darrer dia en finalitzar segon en l'etapa reina, per darrere l'italià Alessandro Ballan (BMC Racing Team) i aconseguir el temps necessari per vestir-se amb el mallot de líder. Boom superà el francès Sylvain Chavanel (Omega Pharma-Quick Step) per 26 segons i en 49 al també neerlandès Niki Terpstra (Omega Pharma-Quick Step). El canadenc Svein Tuft (Orica-GreenEDGE), inicialment tercer, fou sancionat amb 20 segons per infringir la normativa sobre l'avituallament d'aigua dins els darrers 20 quilòmetres.
En les classificacions secundàries Giacomo Nizzolo (RadioShack-Nissan) guanyà la classificació per punts, Laurens de Vreese (Topsport Vlaanderen-Mercator) la de la combativitat i l'Omega Pharma-Quick Step la classificació per equips.

## Equips participants
Com a prova World Tour els 18 equips d'aquesta categoria hi prenen part. Són convidats a participar-hi tres equips continentals professionals: Argos-Shimano, Accent Jobs-Willems Veranda's i Topsport Vlaanderen-Mercator.
| Núm     | Codi | Equip                   |
| ------- | ---- | ----------------------- |
| 1-8     | SKY  | Team Sky                |
| 11-18   | STB  | Team Saxo-Tinkoff       |
| 21-28   | OPQ  | Omega Pharma-Quick Step |
| 31-38   | RAB  | Rabobank ProTeam        |
| 41-48   | BMC  | BMC Racing Team         |
| 51-58   | VCD  | Vacansoleil-DCM         |
| 61-68   | LTB  | Lotto-Belisol           |
| 71-78   | RNT  | RadioShack-Nissan       |
| 81-88   | AST  | Astana Qazaqstan Team   |
| 91-98   | KAT  | Team Katusha            |
| 101-108 | GRS  | Garmin-Sharp            |

| Núm     | Codi | Equip                         |
| ------- | ---- | ----------------------------- |
| 111-118 | ARG  | Argos-Shimano                 |
| 121-128 | LAM  | Lampre-ISD                    |
| 131-138 | OGE  | Orica-GreenEDGE               |
| 141-148 | LIQ  | Liquigas-Cannondale           |
| 151-158 | MOV  | Movistar Team                 |
| 161-168 | ALM  | AG2R La Mondiale              |
| 171-178 | EUS  | Euskaltel–Euskadi             |
| 181-188 | FDJ  | FDJ-BigMat                    |
| 191-198 | TSV  | Topsport Vlaanderen-Mercator  |
| 201-208 | ACC  | Accent Jobs-Willems Veranda's |

## Recorregut
| Etapa    | Data       | Recorregut                            | Km                        | Km    | Vencedor d'etapa        | Líder de la general   |
| -------- | ---------- | ------------------------------------- | ------------------------- | ----- | ----------------------- | --------------------- |
| 1a etapa | 8 d'agost  | Waalwijk (NED)- Middelburg (NED)      | Etapa plana               | 203,9 | Marcel Kittel (GER)     | Marcel Kittel (GER)   |
| 2a etapa | 9 d'agost  | Sittard (NED) - Sittard (NED)         | contrarellotge per equips | 18,9  | Orica-GreenEDGE         | Jens Keukeleire (BEL) |
| 3a etapa | 10 d'agost | Riemst (BEL)- Genk (BEL)              | Etapa plana               | 188,0 | Theo Bos (NED)          | Jens Keukeleire (BEL) |
| 4a etapa | 11 d'agost | Heers (BEL)- Bergen op Zoom (NED)     | Etapa plana               | 213,3 | Marcel Kittel (GER)     | Tom Boonen (BEL)      |
| 5a etapa | 12 d'agost | Hoogerheide (NED) - Aalter (BEL)      | Etapa plana               | 184,6 | Giacomo Nizzolo (ITA)   | Tom Boonen (BEL)      |
| 6a etapa | 13 d'agost | Ardooie (BEL) - Ardooie (BEL)         | contrarellotge per equips | 17,4  | Svein Tuft (CAN)        | Svein Tuft (CAN)      |
| 7a etapa | 14 d'agost | Maldegem (BEL) - Geraardsbergen (BEL) | Etapa plana               | 214,5 | Alessandro Ballan (ITA) | Lars Boom (NED)       |

### Etapa 1
6 d'agost de 2012; Waalwijk - Middelburg, 203,9 km
|    | Ciclista                  | Equip                        | Temps      |
| -- | ------------------------- | ---------------------------- | ---------- |
| 1  | Marcel Kittel (GER)       | Argos-Shimano                | 5h 38' 28" |
| 2  | Arnaud Démare (FRA)       | FDJ-BigMat                   | m. t.      |
| 3  | Taylor Phinney (USA)      | BMC Racing Team              | m. t.      |
| 4  | Heinrich Haussler (AUS)   | Garmin-Sharp                 | m. t.      |
| 5  | Adam Blythe (GBR)         | BMC Racing Team              | m. t.      |
| 6  | Michael van Staeyen (BEL) | Topsport Vlaanderen-Mercator | m. t.      |
| 7  | José Joaquín Rojas (ESP)  | Movistar Team                | m. t.      |
| 8  | Frédérique Robert (BEL)   | Lotto-Belisol                | m. t.      |
| 9  | Jacopo Guarnieri (ITA)    | Astana Qazaqstan Team        | m. t.      |
| 10 | Giacomo Nizzolo (ITA)     | RadioShack-Nissan            | m. t.      |

|    | Ciclista                | Equip             | Temps      |
| -- | ----------------------- | ----------------- | ---------- |
| 1  | Marcel Kittel (GER)     | Argos-Shimano     | 5h 38' 18" |
| 2  | Arnaud Démare (FRA)     | FDJ-BigMat        | + 4"       |
| 3  | Taylor Phinney (USA)    | BMC Racing Team   | + 6"       |
| 4  | Aidis Kruopis (LTU)     | Orica-GreenEDGE   | + 6"       |
| 5  | Francisco Ventoso (ESP) | Movistar Team     | + 7"       |
| 6  | Wouter Mol (NED)        | Vacansoleil-DCM   | + 8"       |
| 7  | Luke Rowe (GBR)         | Team Sky          | + 8"       |
| 8  | Robert Wagner (GER)     | RadioShack-Nissan | + 9"       |
| 9  | Matteo Montaguti (ITA)  | AG2R La Mondiale  | + 9"       |
| 10 | Heinrich Haussler (AUS) | Garmin-Sharp      | + 10"      |

### Etapa 2
7 d'agost de 2012; Sittard - Sittard, 18,9 km (CRE)
|    | Equip                   | Temps   |
| -- | ----------------------- | ------- |
| 1  | Orica-GreenEDGE         | 21' 09" |
| 2  | Omega Pharma-Quick Step | + 1"    |
| 3  | Team Katusha            | + 2"    |
| 4  | Rabobank ProTeam        | + 4"    |
| 5  | Liquigas-Cannondale     | + 17"   |
| 6  | RadioShack-Nissan       | + 18"   |
| 7  | Movistar Team           | + 18"   |
| 8  | Garmin-Sharp            | + 27"   |
| 9  | Team Saxo-Tinkoff       | + 27"   |
| 10 | Vacansoleil-DCM         | + 31"   |

|    | Ciclista                  | Equip                   | Temps      |
| -- | ------------------------- | ----------------------- | ---------- |
| 1  | Jens Keukeleire (BEL)     | Orica-GreenEDGE         | 5h 59' 37" |
| 2  | Sebastian Langeveld (NED) | Orica-GreenEDGE         | + 0"       |
| 3  | Svein Tuft (CAN)          | Orica-GreenEDGE         | + 0"       |
| 4  | Luke Durbridge (AUS)      | Orica-GreenEDGE         | + 0"       |
| 5  | Jens Mouris (NED)         | Orica-GreenEDGE         | + 0"       |
| 6  | Tom Boonen (BEL)          | Omega Pharma-Quick Step | + 1"       |
| 7  | Sylvain Chavanel (FRA)    | Omega Pharma-Quick Step | + 1"       |
| 8  | Niki Terpstra (NED)       | Omega Pharma-Quick Step | + 1"       |
| 9  | Michał Kwiatkowski (POL)  | Omega Pharma-Quick Step | + 1"       |
| 10 | Dries Devenyns (BEL)      | Omega Pharma-Quick Step | + 1"       |

### Etapa 3
8 d'agost de 2012 — Riemst - Genk, 188,1 km
|    | Ciclista                  | Equip                        | Temps      |
| -- | ------------------------- | ---------------------------- | ---------- |
| 1  | Theo Bos (NED)            | Rabobank ProTeam             | 4h 14' 49" |
| 2  | John Degenkolb (GER)      | Argos-Shimano                | m. t.      |
| 3  | Heinrich Haussler (AUS)   | Garmin-Sharp                 | m. t.      |
| 4  | Michał Kwiatkowski (POL)  | Omega Pharma-Quick Step      | m. t.      |
| 5  | Manuel Belletti (ITA)     | AG2R La Mondiale             | m. t.      |
| 6  | Francisco Ventoso (ESP)   | Movistar Team                | m. t.      |
| 7  | Alessandro Petacchi (ITA) | Lampre-ISD                   | m. t.      |
| 8  | Michael van Staeyen (BEL) | Topsport Vlaanderen-Mercator | m. t.      |
| 9  | Alexander Kristoff (NOR)  | Team Katusha                 | m. t.      |
| 10 | Jacopo Guarnieri (ITA)    | Astana Qazaqstan Team        | m. t.      |

|    | Ciclista                  | Equip                   | Temps       |
| -- | ------------------------- | ----------------------- | ----------- |
| 1  | Jens Keukeleire (BEL)     | Orica-GreenEDGE         | 10h 14' 26" |
| 2  | Sebastian Langeveld (NED) | Orica-GreenEDGE         | + 0"        |
| 3  | Svein Tuft (CAN)          | Orica-GreenEDGE         | + 0"        |
| 4  | Luke Durbridge (AUS)      | Orica-GreenEDGE         | + 0"        |
| 5  | Jens Mouris (NED)         | Orica-GreenEDGE         | + 0"        |
| 6  | Michał Kwiatkowski (POL)  | Omega Pharma-Quick Step | + 1"        |
| 7  | Sylvain Chavanel (FRA)    | Omega Pharma-Quick Step | + 1"        |
| 8  | Niki Terpstra (NED)       | Omega Pharma-Quick Step | + 1"        |
| 9  | Tom Boonen (BEL)          | Omega Pharma-Quick Step | + 1"        |
| 10 | Dries Devenyns (BEL)      | Omega Pharma-Quick Step | + 1"        |

### Etapa 4
9 d'agost de 2012 — Heers - Bergen op Zoom, 213,3 km
|    | Ciclista                  | Equip                        | Temps      |
| -- | ------------------------- | ---------------------------- | ---------- |
| 1  | Marcel Kittel (GER)       | Argos-Shimano                | 5h 11' 41" |
| 2  | Jürgen Roelandts (BEL)    | Lotto-Belisol                | m. t.      |
| 3  | Giacomo Nizzolo (ITA)     | RadioShack-Nissan            | m. t.      |
| 4  | Tom Boonen (BEL)          | Omega Pharma-Quick Step      | m. t.      |
| 5  | Alexander Kristoff (NOR)  | Team Katusha                 | m. t.      |
| 6  | Heinrich Haussler (AUS)   | Garmin-Sharp                 | m. t.      |
| 7  | Jacopo Guarnieri (ITA)    | Astana Qazaqstan Team        | m. t.      |
| 8  | Aidis Kruopis (LTU)       | Orica-GreenEDGE              | m. t.      |
| 9  | Theo Bos (NED)            | Rabobank ProTeam             | m. t.      |
| 10 | Michael Van Staeyen (BEL) | Topsport Vlaanderen-Mercator | m. t.      |

|    | Ciclista                  | Equip                   | Temps       |
| -- | ------------------------- | ----------------------- | ----------- |
| 1  | Tom Boonen (BEL)          | Omega Pharma-Quick Step | 15h 26' 06" |
| 2  | Jens Keukeleire (BEL)     | Orica-GreenEDGE         | + 1"        |
| 3  | Sylvain Chavanel (FRA)    | Omega Pharma-Quick Step | + 2"        |
| 4  | Niki Terpstra (NED)       | Omega Pharma-Quick Step | + 2"        |
| 5  | Alexander Kristoff (NOR)  | Team Katusha            | + 3"        |
| 6  | Lars Boom (NED)           | Rabobank ProTeam        | + 4"        |
| 7  | Sebastian Langeveld (NED) | Orica-GreenEDGE         | + 6"        |
| 8  | Luke Durbridge (AUS)      | Orica-GreenEDGE         | + 6"        |
| 9  | Jens Mouris (NED)         | Orica-GreenEDGE         | + 6"        |
| 10 | Svein Tuft (CAN)          | Orica-GreenEDGE         | + 6"        |

### Etapa 5
10 d'agost de 2012 — Hoogerheide - Aalter, 184,6 km
|    | Ciclista                  | Equip                        | Temps      |
| -- | ------------------------- | ---------------------------- | ---------- |
| 1  | Giacomo Nizzolo (ITA)     | RadioShack-Nissan            | 4h 10' 20" |
| 2  | Jürgen Roelandts (BEL)    | Lotto-Belisol                | m. t.      |
| 3  | Manuel Belletti (ITA)     | AG2R La Mondiale             | m. t.      |
| 4  | Arnaud Démare (FRA)       | FDJ                          | m. t.      |
| 5  | Tom Boonen (BEL)          | Omega Pharma-Quick Step      | m. t.      |
| 6  | Alexander Kristoff (NOR)  | Team Katusha                 | m. t.      |
| 7  | Adam Blythe (GBR)         | BMC Racing Team              | m. t.      |
| 8  | José Joaquín Rojas (ESP)  | Movistar Team                | m. t.      |
| 9  | Aidis Kruopis (LTU)       | Orica-GreenEDGE              | m. t.      |
| 10 | Michael van Staeyen (BEL) | Topsport Vlaanderen-Mercator | m. t.      |

|    | Ciclista                  | Equip                   | Temps       |
| -- | ------------------------- | ----------------------- | ----------- |
| 1  | Tom Boonen (BEL)          | Omega Pharma-Quick Step | 19h 36' 26" |
| 2  | Jens Keukeleire (BEL)     | Orica-GreenEDGE         | + 1"        |
| 3  | Sylvain Chavanel (FRA)    | Omega Pharma-Quick Step | + 2"        |
| 4  | Niki Terpstra (NED)       | Omega Pharma-Quick Step | + 2"        |
| 5  | Alexander Kristoff (NOR)  | Team Katusha            | + 3"        |
| 6  | Lars Boom (NED)           | Rabobank ProTeam        | + 4"        |
| 7  | Gert Steegmans (BEL)      | Omega Pharma-Quick Step | + 4"        |
| 8  | Giacomo Nizzolo (ITA)     | RadioShack-Nissan       | + 5"        |
| 9  | Jens Mouris (NED)         | Orica-GreenEDGE         | + 5"        |
| 10 | Sebastian Langeveld (NED) | Orica-GreenEDGE         | + 6"        |

### Etapa 6
11 d'agost de 2012 — Ardooie - Ardooie, 17,4 km (CRI)
|    | Ciclista                   | Equip                   | Temps   |
| -- | -------------------------- | ----------------------- | ------- |
| 1  | Svein Tuft (CAN)           | Orica-GreenEDGE         | 20' 25" |
| 2  | Taylor Phinney (USA)       | BMC Racing Team         | + 5"    |
| 3  | Lars Boom (NED)            | Rabobank ProTeam        | + 6"    |
| 4  | Lieuwe Westra (NED)        | Vacansoleil-DCM         | + 18"   |
| 5  | Adriano Malori (ITA)       | Lampre-Fondital         | + 19"   |
| 6  | Sylvain Chavanel (FRA)     | Omega Pharma-Quick Step | + 20"   |
| 7  | Alberto Contador (ESP)     | Team Saxo-Tinkoff       | + 22"   |
| 8  | Luke Durbridge (AUS)       | Orica-GreenEDGE         | + 25"   |
| 9  | Jens Mouris (NED)          | Orica-GreenEDGE         | + 26"   |
| 10 | Jonathan Castroviejo (ESP) | Movistar Team           | + 30"   |

|    | Ciclista                   | Equip                   | Temps       |
| -- | -------------------------- | ----------------------- | ----------- |
| 1  | Svein Tuft (CAN)           | Orica-GreenEDGE         | 19h 56' 57" |
| 2  | Lars Boom (NED)            | Rabobank ProTeam        | + 4"        |
| 3  | Sylvain Chavanel (FRA)     | Omega Pharma-Quick Step | + 16"       |
| 4  | Jens Mouris (NED)          | Orica-GreenEDGE         | + 25"       |
| 5  | Luke Durbridge (AUS)       | Orica-GreenEDGE         | + 25"       |
| 6  | Sebastian Langeveld (NED)  | Orica-GreenEDGE         | + 37"       |
| 7  | Niki Terpstra (NED)        | Omega Pharma-Quick Step | + 39"       |
| 8  | Michał Kwiatkowski (POL)   | Omega Pharma-Quick Step | + 47"       |
| 9  | Jonathan Castroviejo (ESP) | Movistar Team           | + 48"       |
| 10 | Alberto Contador (ESP)     | Team Saxo-Tinkoff       | + 49"       |

### Etapa 7
12 d'agost de 2012 — Maldegem - Geraardsbergen, 214,5 km
|    | Ciclista                | Equip                        | Temps      |
| -- | ----------------------- | ---------------------------- | ---------- |
| 1  | Alessandro Ballan (ITA) | BMC Racing Team              | 4h 54' 16" |
| 2  | Lars Boom (NED)         | Rabobank ProTeam             | + 2"       |
| 3  | Francisco Ventoso (ESP) | Movistar Team                | + 6"       |
| 4  | Nick Nuyens (BEL)       | Team Saxo-Tinkoff            | + 6"       |
| 5  | Marco Marcato (ITA)     | Vacansoleil-DCM              | + 6"       |
| 6  | Diego Ulissi (ITA)      | Lampre-Fondital              | + 6"       |
| 7  | Tony Gallopin (FRA)     | RadioShack-Nissan            | + 6"       |
| 8  | Alberto Contador (ESP)  | Team Saxo-Tinkoff            | + 6"       |
| 9  | Laurens de Vreese (BEL) | Topsport Vlaanderen-Mercator | + 10"      |
| 10 | Niki Terpstra (NED)     | Omega Pharma-Quick Step      | + 10"      |

|    | Ciclista                   | Equip                   | Temps       |
| -- | -------------------------- | ----------------------- | ----------- |
| 1  | Lars Boom (NED)            | Rabobank ProTeam        | 24h 51' 13" |
| 2  | Sylvain Chavanel (FRA)     | Omega Pharma-Quick Step | + 26"       |
| 3  | Niki Terpstra (NED)        | Omega Pharma-Quick Step | + 49"       |
| 4  | Alberto Contador (ESP)     | Team Saxo-Tinkoff       | + 55"       |
| 5  | Luke Durbridge (AUS)       | Orica-GreenEDGE         | + 55"       |
| 6  | Jonathan Castroviejo (ESP) | Movistar Team           | + 58"       |
| 7  | Svein Tuft (CAN)           | Orica-GreenEDGE         | + 1' 00"    |
| 8  | Michał Kwiatkowski (POL)   | Omega Pharma-Quick Step | + 1' 05"    |
| 9  | Sebastian Langeveld (NED)  | Orica-GreenEDGE         | + 1' 07"    |
| 10 | Jan Bakelants (BEL)        | RadioShack-Nissan       | + 1' 13"    |

## Classificacions finals

### Classificació general
|    | Ciclista                   | Equip                   | Temps       |
| -- | -------------------------- | ----------------------- | ----------- |
| 1  | Lars Boom (NED)            | Rabobank ProTeam        | 24h 51' 13" |
| 2  | Sylvain Chavanel (FRA)     | Omega Pharma-Quick Step | + 26"       |
| 3  | Niki Terpstra (NED)        | Omega Pharma-Quick Step | + 49"       |
| 4  | Alberto Contador (ESP)     | Team Saxo-Tinkoff       | + 55"       |
| 5  | Luke Durbridge (AUS)       | Orica-GreenEDGE         | + 55"       |
| 6  | Jonathan Castroviejo (ESP) | Movistar Team           | + 58"       |
| 7  | Svein Tuft (CAN)           | Orica-GreenEDGE         | + 1' 00"    |
| 8  | Michał Kwiatkowski (POL)   | Omega Pharma-Quick Step | + 1' 05"    |
| 9  | Sebastian Langeveld (NED)  | Orica-GreenEDGE         | + 1' 07"    |
| 10 | Jan Bakelants (BEL)        | RadioShack-Nissan       | + 1' 13"    |

|   | Ciclista                | Equip             | Punts |
| - | ----------------------- | ----------------- | ----- |
| 1 | Giacomo Nizzolo (ITA)   | RadioShack-Nissan | 62    |
| 2 | Heinrich Haussler (AUS) | Garmin-Sharp      | 56    |
| 3 | Lars Boom (NED)         | Rabobank ProTeam  | 50    |
| 4 | Jurgen Roelandts (BEL)  | Lotto-Belisol     | 50    |
| 5 | Taylor Phinney (USA)    | BMC Racing Team   | 47    |

|   | Equip                   | Temps        |
| - | ----------------------- | ------------ |
| 1 | Omega Pharma-Quick Step | 74h 35' 54"" |
| 2 | Orica-GreenEDGE         | + 1"         |
| 3 | RadioShack-Nissan       | + 1' 19"     |
| 4 | Team Saxo-Tinkoff       | + 2' 08"     |
| 5 | Movistar Team           | + 2' 12"     |

### UCI World Tour
L'Eneco Tour atorga punts per l'UCI World Tour 2012 sols als ciclistes dels equips de categoria ProTeam.
| Posició               | 1r  | 2n | 3r | 4t | 5è | 6è | 7è | 8è | 9è | 10è |
| Classificació general | 100 | 80 | 70 | 60 | 50 | 40 | 30 | 20 | 10 | 4   |
| Per etapa             | 6   | 4  | 2  | 1  | 1  |    |    |    |    |     |

| #  | Ciclista             | Equip                   | Punts |
| -- | -------------------- | ----------------------- | ----- |
| 1  | Lars Boom            | Rabobank ProTeam        | 106   |
| 2  | Sylvain Chavanel     | Omega Pharma-Quick Step | 80    |
| 3  | Niki Terpstra        | Omega Pharma-Quick Step | 70    |
| 4  | Alberto Contador     | Team Saxo-Tinkoff       | 60    |
| 5  | Luke Durbridge       | Orica-GreenEDGE         | 50    |
| 6  | Jonathan Castroviejo | Movistar Team           | 40    |
| 7  | Svein Tuft           | Orica-GreenEDGE         | 36    |
| 8  | Michał Kwiatkowski   | Omega Pharma-Quick Step | 21    |
| 9  | Sebastian Langeveld  | Orica-GreenEDGE         | 10    |
| 10 | Giacomo Nizzolo      | RadioShack-Nissan       | 8     |
| 10 | Jürgen Roelandts     | Lotto-Belisol           | 8     |

| Classificació del 12 al 26 | Classificació del 12 al 26 | Classificació del 12 al 26 | Classificació del 12 al 26 |
| -------------------------- | -------------------------- | -------------------------- | -------------------------- |
| 12                         | Alessandro Ballan          | BMC Racing Team            | 6                          |
| 12                         | Theo Bos                   | Rabobank ProTeam           | 6                          |
| 12                         | Taylor Phinney             | BMC Racing Team            | 6                          |
| 15                         | Arnaud Démare              | FDJ-BigMat                 | 5                          |
| 16                         | Jan Bakelants              | RadioShack-Nissan          | 4                          |
| 17                         | Manuel Belletti            | AG2R La Mondiale           | 3                          |
| 17                         | Heinrich Haussler          | Garmin-Sharp               | 3                          |
| 19                         | Tom Boonen                 | Omega Pharma-Quick Step    | 2                          |
| 19                         | Francisco Ventoso          | Movistar Team              | 2                          |
| 21                         | Adam Blythe                | BMC Racing Team            | 1                          |
| 21                         | Alexander Kristoff         | Team Katusha               | 1                          |
| 21                         | Adriano Malori             | Lampre-ISD                 | 1                          |
| 21                         | Marco Marcato              | Vacansoleil-DCM            | 1                          |
| 21                         | Nick Nuyens                | Team Saxo-Tinkoff          | 1                          |
| 21                         | Lieuwe Westra              | Vacansoleil-DCM            | 1                          |

## Evolució de les classificacions
| Eta   | Vencedor          | Classificació general | Classificació per punts | Classificació de la combativitat | Classificació per equips |
| ----- | ----------------- | --------------------- | ----------------------- | -------------------------------- | ------------------------ |
| 1     | Marcel Kittel     | Marcel Kittel         | Marcel Kittel           | Pablo Urtasun                    | BMC Racing Team          |
| 2     | Orica-GreenEDGE   | Jens Keukeleire       | Marcel Kittel           | Pablo Urtasun                    | Orica-GreenEDGE          |
| 3     | Theo Bos          | Jens Keukeleire       | Heinrich Haussler       | Laurens de Vreese                | Orica-GreenEDGE          |
| 4     | Marcel Kittel     | Tom Boonen            | Marcel Kittel           | Laurens de Vreese                | Orica-GreenEDGE          |
| 5     | Giacomo Nizzolo   | Tom Boonen            | Giacomo Nizzolo         | Laurens de Vreese                | Orica-GreenEDGE          |
| 6     | Svein Tuft        | Svein Tuft            | Giacomo Nizzolo         | Laurens de Vreese                | Orica-GreenEDGE          |
| 7     | Alessandro Ballan | Lars Boom             | Giacomo Nizzolo         | Laurens de Vreese                | Omega Pharma-Quick Step  |
| Final | Final             | Lars Boom             | Giacomo Nizzolo         | Laurens de Vreese                | Omega Pharma-Quick Step  |